# Jonas Brothers
Џонас брадерс (енгл. Jonas Brothers) амерички је поп рок бенд. Основан 2005, бенд је постао познат након појављивања на телевизијској мрежи Дизни канал. Бенд се састоји од три брата: Кевина Џонаса, Џоа Џонаса и Ника Џонаса. Одрасли у Вајкофу, Њу Џерзи, Џонас брадерс преселили су се у Литл Фолс, Њу Џерзи током 2005, где су написали свој први албум. Током лета 2008, глумили су у филму Дизни канала, Рокенрол камп као и у наставку Рокенрол камп 2: Последњи концерт. Такође се појављују као Кевин, Џо и Ник Лукас у њиховој серији Џонас на Дизни каналу. Бенд је издао четири албума: It's About Time, Jonas Brothers, A Little Bit Longer и Lines, Vines and Trying Times.
Током 2008, бенд је номинован за Награду за најбољег новог извођача на Гремију и освојио је Награду за пробојског извођача на Америчким музичким наградама. Од маја 2009, пре изласка Lines, Vines and Trying Times, бенд је распродао више од осам милиона копија албума широм света. Након паузе током 2010. и 2011. како би се фокусирли на соло каријере, бенд се поново састао 2012. како би снимио нови албум, који је отказан након распада бенда 29. октобра 2013.
Распродали су више од седамнаест милиона копија албума широм света. Шест година након распада бенда, поново су се скупили како би 1. марта 2019. издали песму „Sucker”.

## Дискографија
- It's About Time (2006)
- Jonas Brothers (2007)
- A Little Bit Longer (2008)
- Lines, Vines and Trying Times (2009)
- Happiness Begins (2019)